# Villa del Bosco
Villa del Bosco er en comune (kommune) i Biella i den italienske region Piemonte, lokaliseret omkring 80 km nordøst for Torino og omkring 20 km nordøst for Biella. Den 31. december 2004 havde byen et indbyggertal på 380 og et areal på 3.7 km².
Villa del Bosco grænser op til følgende kommuner: Curino, Lozzolo, Roasio, Sostegno. Postnummeret for byen er 13060, og områdekoden er 0163.